# いするぎりょうこ
いするぎ りょうこは、日本の女性著作家。

## 来歴
1月14日生まれ。血液型はA型。学習院大学文学部国文学科卒業。いくつものペンネームを用いてマンガ・アニメ・SF・ファンタジーなどの同人誌活動に関わり、1992年、“いするぎ りょうこ”名義でファンタジー本のガイドブックである『ファンタジーノベルスガイド』を刊行、1994年には『ファンタジー・サバイバル・ブック』を刊行した。
またトールキン研究会「白の乗手」の会員として『終わらざりし物語』（河出書房新社、2003年）の翻訳作業にも携わった。近年では『ハヤカワ文庫SF総解説2000』（早川書房、2015年、p.143）や、「SFマガジン」2017年10月号の特集“オールタイム・ベストSF映画総解説 PART1”に執筆している。

## 著書
- 『ファンタジーノベルズガイド - Fantasy Best Selection』新紀元社、1992年7月
- 『ファンタジー・サバイバル・ブック - Truth In Fantasy』新紀元社、1994年10月[注釈 1]